# Armans Geheimnis
Armans Geheimnis ist eine deutsche Mystery-Fernsehserie, die im Auftrag der ARD unter Federführung des WDR von Askania Media Filmproduktion produziert wurde. Die 13 Folgen umfassende erste Staffel wurde über die Osterfeiertage 2015 auf Das Erste ausgestrahlt. Von Juni bis September 2016 wurde im Bergischen Land bei Köln eine 13 Folgen umfassende zweite Staffel gedreht, welche an Ostern 2017 ausgestrahlt wurde.

## Handlung
Die Serie handelt von fünf Jugendlichen, die auf dem  Pferdehof der Familie Liliental Abstand von ihren Problemen zu Hause bekommen sollen. Bald merken sie, dass sie völlig unterschiedlich sind. Charlie ist taff, Nils eher der verschlossene Typ, Tarik ist der Coole und ein großes Matheass, Dajana sehr schüchtern und Patrizia selbstverliebt und eitel. Doch sie haben mehr gemeinsam, als man zunächst ahnt. Die scheinbar so idyllische Welt steckt voller mysteriöser Ereignisse. So bemerken die Fünf, dass sie die "Auserwählten" sind, um Armans Geheimnis zu lösen. Während ihres gemeinsamen Abenteuers lernen alle fünf, über sich hinauszuwachsen.
In der zweiten Staffel werden Charlie und Tarik wie von einer geheimnisvollen Macht angezogen zurück auf den malerischen Pferdehof der Familie Liliental geholt. Doch die Wiedersehensfreude ist kurz: Ein gefährlicher Schattenzauber droht, die magische Welt von Namra zu zerstören.
Während Patrizia und Nils sich in der Stadt auf die Suche nach ihren Freunden machen, begeben sich Charlie und Tarik in Namra auf eine gefährliche Mission – zusammen mit den Neuen: Dimitri und Jenny. Sie können nicht ahnen, dass ihr neues Abenteuer sie für immer verändern wird.

## Besetzung
| Rollenname                 | Darsteller             | Hauptrolle | Nebenrolle                                    | Beschreibung |
| -------------------------- | ---------------------- | ---------- | --------------------------------------------- | --- |
| Charlotte „Charlie“ Merten | Sinje Irslinger        | 1.01–2.13  |                                               | Sternenfee, Wächterin der Seele von Namra (ab Folge 24), Enkelin von Rosalie, Tochter von Max und Anja Merten, Freundin von Arman, Ex-Freundin von Nils, bleibt (nach Folge 26) in Namra                                            |
| Nils                       | Tom Gramenz            | 1.01–1.13  | 2.01–2.10                                     | Auszubildender zum Tischler (ab Staffel 2), Ex-Freund von Charlie |
| Dajana                     | Stephanie Amarell      | 1.01–1.13  |                                               | macht ein Auslandsjahr in Argentinien (Staffel 2) |
| Patrizia                   | Luise Befort           | 1.01–1.13  | 2.01–2.13                                     | |
| Tarik                      | Kaan Sahan             | 1.01–2.13  |                                               | Physikstudent (ab Staffel 2), Wächter der Gedanken von Namra (ab Folge 24) |
| Lore Liliental             | Judith Sehrbrock       | 1.01–2.13  |                                               | Frau von Richard, Mutter von Tami und Arman, sowie weiteren Kindern |
| Richard Liliental          | Michael von Au         | 1.01–1.13  |                                               | Mann von Lore, Sohn von Rona, Vater von Tami und Arman, sowie weiteren Kindern |
| Rona Liliental             | Petra Kelling          | 1.01–2.13  |                                               | Mutter von Richard, Großmutter von Tami und Arman, sowie weiteren Kindern |
| Tami Liliental             | Toni Fahrenholz        | 1.01–2.13  |                                               | Schwester von Arman und weiteren Brüdern, Tochter von Richard und Lore, Enkelin von Rona |
| Mick                       | Gil Ofarim             |            | 1.01–2.13                                     | Vermittler zwischen der Menschenwelt und Namra, Bruder von Milena |
| Garwin                     | Oliver Konietzny       |            | 1.01–1.13                                     | Antagonist (Staffel 1), Bruder von Adrian, Neffe von Rudofos |
| Arman Liliental            | François Goeske        | 2.01–2.13  | 1.01–1.13                                     | Hüter von Namra (ab Folge 26), Bruder von Tami und weiteren Brüdern, Sohn von Richard und Lore, Enkel von Rona, Freund von Charlie, war lange Zeit (in Staffel 1) von Garwin verflucht und wie seine Brüder in ein Pferd verwandelt |
| Dimitri                    | Matti Schmidt-Schaller | 2.01–2.13  |                                               | Wächter des Verborgenen von Namra (ab Folge 24) |
| Jennyfer „Jenny“           | Amina Merai            | 2.01–2.13  |                                               | Wächterin der Sinne von Namra (ab Folge 24) |
| Max Merten †               | Simon Böer             |            | 1.01, 1.07, 1.12                              | Mann von Anja, Sohn von Rosalie, Vater von Charlie |
| Anja Merten                | Alexandra Schalaudek   |            | 1.01, 1.07, 1.13                              | Witwe von Max Merten, Mutter von Charlie |
| Adrian                     | Nico Kleemann          |            | 1.03–2.13                                     | Bruder von Garwin, Neffe von Rudofos |
| Isam                       | Sadegh Ghari-Saremi    |            | 1.04–2.05                                     | Onkel von Tarik |
| Feenja                     | Marie Nasemann         |            | 1.05, 1.08, 1.11, 1.13, 2.03, 2.08–2.09, 2.13 | Fee, die sich in einen Schmetterling verwandeln kann |
| Rosalie                    | Vivien LaFleur         |            | 1.09–1.13, 2.10                               | erste Sternenfee, Wächterin der Seele von Namra, Mutter von Max Merten, Großmutter von Charlie (nur als junge Rosalie in Namra zu sehen)                                                                                            |
| Orakel                     | Joyce Ilg              |            | 1.10–2.13                                     | Orakel von Namra |
| Milena                     | Svenja Jung            |            | 2.01–2.13                                     | Antagonistin (Staffel 2), Schwester von Mick |
| Tariks Vater               | Hamza Kouta            |            | 2.02, 2.13                                    | Vater von Tarik |
| Tariks Mutter              | Marzieh Nassiri        |            | 2.02, 2.13                                    | Mutter von Tarik |
| Hubbeldie Hobolo           | Peter Brachschoß       |            | 2.04, 2.06, 2.09, 2.11–2.12                   | Diener auf dem Schloss |
| Dimitris Vater             | Guido Lambrecht        |            | 2.06, 2.13                                    | Vater von Dimitri |
| Rudofos                    | Daniel Christensen     |            | 2.08–2.13                                     | Onkel von Garwin und Adrian, Besitzer der Taverne |

## Episodenliste

### Staffel 1
| Nr. (ges.) | Nr. (St.) | Originaltitel              | Erstausstrahlung Deutschland |
| ---------- | --------- | -------------------------- | ---------------------------- |
| 1          | 1         | Ponyhof statt Internet     | 3. Apr. 2015                 |
| 2          | 2         | Nichts wie weg hier        | 3. Apr. 2015                 |
| 3          | 3         | Aufforderung zum Tanz      | 3. Apr. 2015                 |
| 4          | 4         | Eine Wissenschaft für sich | 4. Apr. 2015                 |
| 5          | 5         | Dajana                     | 4. Apr. 2015                 |
| 6          | 6         | Die Auserwählten           | 4. Apr. 2015                 |
| 7          | 7         | In Flammen                 | 5. Apr. 2015                 |
| 8          | 8         | Kein Weg zurück            | 5. Apr. 2015                 |
| 9          | 9         | Garwin                     | 5. Apr. 2015                 |
| 10         | 10        | Deine größte Angst         | 6. Apr. 2015                 |
| 11         | 11        | Gefangen                   | 6. Apr. 2015                 |
| 12         | 12        | Der Stern                  | 6. Apr. 2015                 |
| 13         | 13        | Das Herz                   | 6. Apr. 2015                 |

#### Langfilmfassungen
Die erste Staffel wurde in insgesamt zwei Langfilmfassungen zusammengeschnitten.
Im Jahr 2016 zeigte der Kinderkanal von ARD und ZDF erstmals eine Spielfilmfassung von knapp 90 Minuten Länge.
| Folgen | Originaltitel    | Erstausstrahlung Deutschland |
| ------ | ---------------- | ---------------------------- |
| 1–13   | Armans Geheimnis | 19. Nov. 2016                |

Im Jahr 2018 zeigte der WDR erstmals eine weniger stark gekürzte zweiteilige Fassung, beide Teile sind etwa 89 Minuten lang.
| Teil | Folgen | Originaltitel    | Erstausstrahlung Deutschland |
| ---- | ------ | ---------------- | ---------------------------- |
| 1    | 1–6    | Armans Geheimnis | 13. Aug. 2018                |
| 2    | 7–13   | Armans Geheimnis | 20. Aug. 2018                |

### Staffel 2
| Nr. (ges.) | Nr. (St.) | Originaltitel                | Erstausstrahlung Deutschland |
| ---------- | --------- | ---------------------------- | ---------------------------- |
| 14         | 1         | Warum sind wir hier?         | 14. Apr. 2017                |
| 15         | 2         | Wo sind die Wächter?         | 14. Apr. 2017                |
| 16         | 3         | Das weiße Pferd              | 14. Apr. 2017                |
| 17         | 4         | Sag mir, dass ich träume     | 15. Apr. 2017                |
| 18         | 5         | Der Geist des alten Tals     | 15. Apr. 2017                |
| 19         | 6         | Dimitri                      | 15. Apr. 2017                |
| 20         | 7         | Jennys Traum                 | 15. Apr. 2017                |
| 21         | 8         | Zaubermächte                 | 16. Apr. 2017                |
| 22         | 9         | Rosalies Vermächtnis         | 16. Apr. 2017                |
| 23         | 10        | Im Labyrinth                 | 16. Apr. 2017                |
| 24         | 11        | Die Prophezeiung des Orakels | 17. Apr. 2017                |
| 25         | 12        | Der Hüter von Namra          | 17. Apr. 2017                |
| 26         | 13        | Eine lange Reise             | 17. Apr. 2017                |

## Veröffentlichungen
Staffel 1 erschien am 29. Mai 2015 auf DVD, Staffel 2 folgte am 21. April 2017.

## Adaptionen
Die erste Staffel der Serie wurde für einen Roman adaptiert: "Armans Geheimnis", ISBN 978-3-440-14977-5, von Tinka Edel erschien am 5. November 2015 bei Kosmos.